# Goodbye - Gate 21
Goodbye - Gate 21 (ibland Goodbye - Gate 21 (Rock Remix feat. Tom Morello) eller Goodbye - Gate 21 (Rock Remix)) är en promosingel från 2011 av den amerikanske musikern Serj Tankian. I låten spelar även Tom Morello och The F.C.C. och de uppträdde med låten i The Tonight Show den 17 mars 2011. En musikvideo till låten släpptes den 28 februari 2011 och den var regisserad av Ara Soudjian och George Tonikian. "Gate 21" hade tidigare släppts på albumen Elect the Dead Symphony och Imperfect Harmonies.

## Låtlista
Alla låtar är skrivna och komponerade av Serj Tankian, om inte annat anges. 
| Nr | Titel                                          | Längd |
| -- | ---------------------------------------------- | ----- |
| 1. | Goodbye - Gate 21 (Rock Remix med Tom Morello) | 3:39  |